# Дуган, Викки
Викки Дуган (англ. Vikki Dougan; род. 1929) по прозвищу «Спинка» (англ. The Back) — американская модель и звезда Playboy, вдохновившая художников на создание персонажа Джессики Рэббит из фильма «Кто подставил кролика Роджера».
Викки Дуган родилась в 1929 году. Уже в 16 лет она выиграла несколько конкурсов красоты и вышла замуж за Уильяма Саймонса — владельца фотостудии. Но этот брак Викки вряд ли можно назвать удачным. Чем более удачно складывалась её карьера, тем хуже становилось отношение мужа к ней. В 60-е годы она сочеталась браком с актёром кино и ТВ Джеймсом Р. Суини, но и эта семья просуществовала недолго. По словам Дуган, у неё также были близкие отношения с Фрэнком Синатрой.
В начале 1950-х Викки Дуган была лицом нескольких рекламных компаний. Затем она получила первую роль в приключенческой драме режиссёра Джона Фэрроу «Из вечности».
Популярность настигла Викки после знакомства с голливудским публицистом Милтоном Вайссом. Вайсс предложил ей перевоплотиться в секс-символ в откровенных нарядах и с вызывающим поведением. За длинные элегантные платья с полностью открытой спиной модель прозвали «Спинкой».
Когда Викки спрашивали, почему она своими нарядами акцентирует внимание на спине и том, что ниже, модель неизменно отвечала: «А что делать, если у меня такая маленькая грудь».
План Вайсса сработал. В 1953 году она позировала для фотографа журнала Life Ральфа Крейна. В 1957 году Викки Дуган привлекла внимание Хью Хефнера и снялась для журнала Playboy. 
В 1960-х интерес к персоне Викки Дуган стал пропадать. Новый всплеск внимания к ней случился в конце 80-х, когда создатели фильма «Кто подставил кролика Роджера» решили скопировать образ Викки для создания сексуальной мультяшки по имени Джессика Рэббит. Джессике был придан не только внешний вид модели: oна также говорила и двигалась как Викки Дуган много лет назад.